# Ladislav Benýšek
Ladislav Benýšek (* 24. März 1975 in Olmütz, Tschechoslowakei) ist ein ehemaliger tschechischer Eishockeyspieler, der im Laufe seiner Karriere unter anderem für die Minnesota Wild in der National Hockey League, den HC Sparta Prag und den HC Olomouc in der tschechischen Extraliga und für eine Vielzahl anderer europäischer Vereine aktiv war. Zu den größten Erfolgen seiner Karriere zählen zwei Tschechische Meistertitel mit dem HC Sparta Prag sowie zwei Weltmeistertitel mit der tschechischen Nationalmannschaft.

## Karriere
Ladislav Benýšek begann seine Karriere als Eishockeyspieler in seiner Heimatstadt im Nachwuchsbereich des HC Olomouc, für dessen Profimannschaft er in der Saison 1992/93 sein Debüt in der 1. Liga, der höchsten tschechoslowakischen Spielklasse, gab. Dabei blieb er in drei Spielen punkt- und straflos. Anschließend wurde der Verteidiger wieder in das Nachwuchsteam beordert, ehe er im NHL Entry Draft 1994 in der elften Runde als insgesamt 266. Spieler von den Edmonton Oilers ausgewählt wurde, für die er allerdings nie spielte. Stattdessen lief er in der Saison 1994/95 für deren Farmteam, die Cape Breton Oilers, in der American Hockey League auf. Anschließend kehrte er in seine tschechische Heimat zurück, wo er jeweils für eineinhalb Jahre bei seinem Ex-Club HC Olomouc und dem HC Sparta Prag unter Vertrag stand. Mit den Hauptstädtern gewann er 2000 erstmals die nationale Meisterschaft und erreichte im gleichen Jahr den zweiten Platz in der European Hockey League.
Am 23. Juni 2000 wurde Benýšek im NHL Expansion Draft von den neugegründeten Minnesota Wild ausgewählt, bei denen er in den folgenden drei Jahren einen Stammplatz hatte. Die Saison 2002/03 beendete er bei deren AHL-Farmteam Houston Aeros, mit dem er den Calder Cup gewann. Im Anschluss an diese Spielzeit wechselte der ehemalige Nationalspieler zu HIFK Helsinki in die finnische SM-liiga. Die Spielzeiten 2004/05 und 2005/06 begann der Tscheche jeweils in der finnischen Hauptstadt bei HIFK und beendete sie bei Leksands IF, zunächst in der HockeyAllsvenskan und nach dem Aufstieg mit den Schweden 2006 in der Elitserien. Zur Saison 2006/07 unterschrieb er erneut beim HC Sparta Prag, mit dem er zum zweiten Mal Meister wurde.
Die Saison 2007/08 verbrachte Benýšek bei den Dragons de Rouen aus der französischen Ligue Magnus, mit denen er das Double aus Französischer Meister und Coupe de la Ligue gewann. Einzig im Finale der Coupe de France unterlag das Team den Brûleurs de Loups de Grenoble. Daraufhin nahm er das Vertragsangebot des Totempo HvIK aus der dänischen AL-Bank Ligaen an, für den er ebenfalls ein Jahr lang spielte. Für die Saison 2009/10 unterschrieb er beim SHC Fassa in der italienischen Serie A1. Zur folgenden Spielzeit wechselte er innerhalb der Serie A1 zu Asiago Hockey.
Anfang Dezember 2011 wurde der Tscheche vom SV Kaltern aus der Serie A2 unter Vertrag genommen. Ende Januar 2012 wurde er vom HC Valpellice verpflichtet, bei dem Benýšek die Saison 2011/12 beendete. Nachdem er einige Monate vereinslos war, folgte ab Februar 2013 ein kurzes Engagement beim Braehead Clan aus der britischen Elite Ice Hockey League. Anschließend beendete er seine Karriere.

### International
Für Tschechien nahm Benýšek an den Weltmeisterschaften 1997, 1999 und 2000 teil.

## Erfolge und Auszeichnungen
- 2000 2. Platz European Hockey League mit dem HC Sparta Prag
- 2000 Tschechischer Meister mit dem HC Sparta Prag
- 2003 Calder-Cup-Gewinn mit den Houston Aeros
- 2005 Aufstieg in die Elitserien mit Leksands IF
- 2007 Tschechischer Meister mit dem HC Sparta Prag
- 2008 Französischer Meister mit den Dragons de Rouen
- 2008 Coupe de la Ligue-Gewinn mit den Dragons de Rouen
- 2008 Finalist Coupe de France mit den Dragons de Rouen
- 2011 Italienischer Meister mit Asiago Hockey

### International
- 1997 Bronzemedaille bei der Weltmeisterschaft
- 1999 Goldmedaille bei der Weltmeisterschaft
- 2000 Goldmedaille bei der Weltmeisterschaft

## NHL-Statistik
(Stand: Ende der Saison 2010/11)